# Michael Dawson
Michael Dawson, född 18 november 1983, är en engelsk före detta fotbollsspelare (mittback). Han spelade under sin karriär för Nottingham Forest, Tottenham Hotspur och Hull City. 

## Klubbkarriär
Den 30 maj 2018 återvände Dawson till Nottingham Forest, där han skrev på ett tvåårskontrakt. Den 17 juni 2020 förlängde Dawson sitt kontrakt med ett år.
Den 6 augusti 2021 meddelade Dawson att han avslutade sin fotbollskarriär.

## Landslagskarriär
Dawson spelade 13 matcher med det engelska U21-landslaget mellan 2003 och 2005 och var även lagkapten.